# 发育生物学
發育生物學（英语：Developmental biology）是對於生物體生長和發育過程的研究。發育生物學研究基因對細胞生長，分化和形態發生（Morphogenesis）的調控，這些過程使生物體形成組織和器官。胚胎學（Embryology）有時被比較明確地規範到生物體單一細胞階段，到獨立個體之間的研究。直到20世紀，胚胎學是一個比較偏重述敘的科學。時至今日，胚胎學或發育生物學處理討論一個生物體，如何形成個體正確及完整形態的各個步驟。进入20世纪70年代以后，发育生物学的研究主要着重于分子和细胞生物学水平上的胚胎学。
演化發育生物學的相關領域主要在1990年代形成，這是由分子發育生物學和演化生物學而來，研究不同物種間發育過程的差異性。經常被使用在發育生物學上的動物模式，有線蟲 （Caenorhabditis elegans）、黑腹果蠅（Drosophila melanogaster）、斑馬魚（Danio rerio）、小鼠（Mus musculus）和擬南芥（Arabidopsis thaliana，或稱阿拉伯芥）。發育生物學的研究結果，可幫助瞭解染色體異常引起的發育不全，例如唐氏症。

## 發育的分子機制
在20世紀中，許多與胚胎發育有關的分子都被定義出來。轉錄因子（transcription factors）是細胞中基因表現的關鍵調控者。在不同的細胞中，如上皮細胞、肌肉細胞、神經細胞等，因為轉錄調控而有不同的蛋白質表現。轉錄因子受到細胞核外，訊息傳遞路徑（signaling transduction pathway）的影響。訊息傳遞路徑通常包括了受體（receptor）和它的配體（ligand），並有其他酵素，如蛋白激酶（protein kinases）介入。

## 模式生物
利用不同的模式生物來進行實驗，對於結果會有不同的差異是眾所周知的事，因此，要如何選擇適當的生物，來進行生物體內研究，也是生物學和生物醫學一個重要方向。利用模式生物來發現、確認，可以對於疾病的治療、防治達到更佳的效果，進而發展更新的藥物。
模式生物的選擇，要考慮到生物的多胎性、生命週期長短、生物體型或胚胎大小是否利於觀察、品種特異性、能供大部分研究者使用、能運輸至國外、能精確控制疾病或病變的再現性。
動物模式可應用於癌症、糖尿病、高血壓或其他疾病研究，近年的動物模式也應用於致癌原或環境毒物對人類的影響。

## 外部連結
- Developmental Biology（页面存档备份，存于） by Scott Gilbert (Online textbook).